# Howard Webb
Howard Webb, MBE (* 14. července 1971, Rotherham) je bývalý anglický fotbalový rozhodčí. Působil v anglické Premier League, od roku 2005 byl rozhodčím FIFA.
V květnu 2010 řídil své první finále Ligy mistrů a ve stejném roce si zapískal i finálový zápas mistrovství světa, ve kterém rozdal celkem 14 žlutých a jednu červenou kartu.
6. srpna 2014 překvapivě oznámil, že končí na pozici rozhodčího a přesune se na místo technického ředitele profesionálních rozhodčích FA.

## Finále MS 2010
| 11. červenec 2010 20:30 |        |                                                                       |                                                                |
| Nizozemsko | 0 – 1  | Španělsko                                                             | Soccer City, Johannesburg diváci: 84 490 rozhodčí: Howard Webb |
| Van Persie 15' Van Bommel 22' De Jong 28' Van Bronckhorst 54' Heitinga 57', 110' Robben 84' Van der Wiel 112' Mathijsen 117' | Report | 116' Iniesta 17' Puyol 23' Ramos 67' Capdevila 118' Iniesta 120' Xavi | Soccer City, Johannesburg diváci: 84 490 rozhodčí: Howard Webb |